# Purolite
Compania PUROLITE este principalul producător mondial de rășini schimbătoare de ioni, care sunt utilizate în aproape toate industriile: de la industria farmaceutică, alimentară, nucleară și fosilă până la industria petrochimică, de minerit dar și purificarea și dedurizarea apei. Fiind înființată în 1981 și având sediul central în Philadelphia (SUA).

Purolite este o companie din industria chimică din Statele Unite ale Americii.
Compania a avut de mai multe ori probleme legate de poluare.
În Philadelphia, Statele Unite, Agenția de Protecția Mediului din a constatat că emisiile de gaze ale companiei distrug stratul de ozon.
Pentru a rezolva problema, Purolite a plătit, în august 2000, daune de 400.000 de dolari și a fost obligată să renunțe la echipamentele care poluează mediul.
În Marea Britanie, autoritățile au declarat că substanțele de la Purolite contaminează solul și pânza freatică, unele emisii poluante depășind de 5.000 de ori limitele admise.

## Purolite în România
Compania este prezentă și în România, unde a construit în 1995 o fabrică producătoare de rășini schimbătoare de ioni în orașul Victoria.
Fabrica Purolite din România a fost creată ca urmare a relocării activității unei fabrici din Marea Britanie.
Ca urmare a activității fabricii, în iulie 2008, noaptea și spre dimineață, în oraș se simțea un miros puternic de pește stricat.